# Zoisova zvončica
Zoisova zvončica (znanstveno ime Campanula zoysii) je slovenska endemična rastlina, ki z raste le na območju Julijskih, Kamniško-Savinjskih Alpah in Karavankah ter na manjšem rastišču v Trnovskem gozdu. Spada med starejše endemite.

## Opis
Ta zvončica uspeva le v skalnih razpokah, cvetovi te vrste zvončic pa se močno ločijo od drugih predstavnic v rodu Campanula. Cvetovi so sestavljeni iz petih zraslih venčnih listov, petih čašnih listov, petih prašnikov in podrasle plodnice. Ustje cvetov pa je pri zoisovi zvončici tako ozko, da skozenj žuželke ne morejo priti. Za opraševanje morajo žužki tako napraviti luknjo v cvetnem košku. To je razlog, da so cvetovi odraslih rastlin skoraj vedno načeti. Navadno v skalnih razpokah najdemo le po nekaj posameznih cvetov, redkeje pa ta vrsta razvije več cvetov, ki se kot vijolična preproga prelivajo preko skal. Listi zoisove zvončice so majhni, gladki in okrogli in jih v času cvetenja rastline skoraj ni videti, saj je cvet včasih celo večji kot cela rastlina.
Ime je rastlina dobila po Karlu Zoisu, slovenskem botaniku, ki je rastlino odkril in jo poslal v Celovec, kjer jo je preučil, opisal in poimenoval znan botanik Franz Xaver von Wulfen.

## Oblike
Ponekod v tujini gojijo tudi belocvetno obliko C. zoysii, imenovano »Lismore Ice«, ki je bila vzgojena iz semena nabranega v Julijskih Alpah. Rastlina je veliko bolj kompaktne rasti, kot njena vijoličasta oblika. Je tudi počasneje rastoča in ima manjše liste, katerih konice so rumeno obarvane.

## Ogroženost
Zoisova zvončica je v slovenski Rdeči seznam uvrščena kot neogrožena rastlina, ker spada med endemite in ker ima na Slovenskem klasično nahajališče.